# 바이러스성 뇌염
바이러스성 뇌염(Viral encephalitis)은 바이러스의 감염에 의해 뇌실질에 염증이 발생한 것, 즉 뇌염이 발생한 것을 말한다.

## 전염
뇌염 바이러스들은 사람끼리 전염되기도 하지만, 아르보바이러스같은 경우 모기, 샌드플라이, 진드기 등 절지동물에 의해 물림으로써 전염되기도 한다. 뇌염을 일으키는 바이러스들 중 사람끼리 전염되는 대표적인 바이러스는 단순포진바이러스로, 접촉에 의해 전염된다. 아르보바이러스의 대표적인 예시는 웨스트 나일 바이러스로, 쿨렉스(Culex) 모기에 의해 옮겨진다.

## 병리학
사람을 감염시킨 후 중추신경계통의 외부에서 복제한 후 순환계를 통해 척수와 뇌에 도달한다. 그러나 단순포진바이러스나 광견병바이러스의 경우 척수나 뇌에 도달하지 않더라도 일단 중추신경계통에 도달하면 더 이상 움직이지 않는다. 바이러스가 뇌에 도달하면 면역계는 염증반응을 일으켜 뇌에 기능장애를 일으키는데, 뇌부종이나 뇌울혈, 뇌출혈 등이 발생할 수 있다. 중추신경계 감염에 따라 백혈구와 미세아교세포가 중추신경계를 따라 퍼지게 된다. 동부 말 뇌염이나 일본뇌염 등의 뇌염이 발생하는데, 이 경우 신경세포에 대량으로 괴사가 일어난다. 아르보바이러스에 의한 뇌염의 경우 신경세포에 석회화가 발생하기도 한다. 단순포진바이러스에 의한 감염은 중추신경계에 괴사성 손상을 야기한다.

## 치료
다른 중추신경계통의 바이러스 감염증과 마찬가지로 항바이러스제를 정맥주사하는 것으로 일차적 치료가 이루어진다. 신경계 검사를 자주 시행하고 호흡 보조 요법 역시 필요할 수 있다. 수분-전해질 불균형, 신장과 간 기능 장애, 발작에 대한 치료가 필요할 수도 있다.
단순포진바이러스에 의한 뇌염의 경우 특이적으로 초기에 아시클로버를 2~3주간 투여함으로써 치료할 수 있다. 아시클로버는 바이러스의 살상력을 경감시키며 장기적 행동 및 인지적 장애 역시 방지할 수 있다. 단순포진바이러스가 바이러스성 뇌염의 가장 흔한 병원이기 때문에, 바이러스성 뇌염이 발생했지만 정확한 원인을 알지 못하는 경우 일단 아시클로버를 투여하는 것이 권장된다. 그러나 면역약화 등의 이유로 아시클로버가 잘 듣지 않는다면 포스카르네트를 사용해야한다. 효과는 적지만 뉴클레오사이드 유사물을 병용할 수도 있고, 수두대상포진바이러스의 경우 부신피질 호르몬을, 거대세포바이러스의 경우 간시클로비르를 병용할 수도 있다.
두개내압이 증가한 경우 좋지 못한 예후를 나타내므로 두개내압을 계속 감시해야 한다. 바이러스성 뇌염과 연계된 자료는 많지 않지만, 일반적으로 두개내압이 증가한 경우 만니톨과 스테로이드를 투여함으로써 정상화할 수 있다. 발작은 밸프로에이트나 페니토인을 통해 경감될 수 있다. 간질중첩증은 벤조디아제핀을 통해 경감될 수 있다. 행동장애가 나타난 경우 항정신병제제를 단기간 투여할 수 있다. 이처럼 바이러스성 뇌염은 다양한 후유증을 나타낼 수 있기 때문에 여러 진료과의 협력이 필요하다.

## 예방
바이러스성 뇌염을 일으키는 바이러스들 중 다수는 모기에 의해 전염되므로, 모기를 막기만 해도 어느 정도 예방 효과를 볼 수 있다. 아르보바이러스가 퍼진 지역에서는 모기장을 치고 자거나 긴 옷을 입고 자는 것이 권장된다. 고인 물을 버리고 살충제를 살포하는 것 역시 도움을 준다. 모기에 물릴 수 있는 야외 활동 역시 줄여야 한다. 동부 말 뇌염, 서부 말 뇌염, 베네수엘라 말 뇌염을 일으키는 아르보바이러스의 경우 백신도 개발되어있으니 아르보바이러스 위험 지역으로 이동할 경우 백신을 접종하는 것이 좋다. MMR 백신을 접종함으로써 바이러스성 뇌염을 일으키는 일부 바이러스들로부터 예방 효과를 얻을 수 있다.